# Wijken en buurten in Aalburg
De voormalige Nederlandse gemeente Aalburg werd voor statistische doeleinden onderverdeeld in wijken en buurten. De gemeente werd verdeeld in de volgende statistische wijken:
- Wijk 00 Wijk en Aalburg (CBS-wijkcode:073800)
- Wijk 01 Veen (CBS-wijkcode:073801)
- Wijk 02 Genderen (CBS-wijkcode:073802)
- Wijk 03 Eethen (CBS-wijkcode:073803)
- Wijk 04 Meeuwen (CBS-wijkcode:073804)
- Wijk 05 Drongelen (CBS-wijkcode:073805)
- Wijk 06 Babyloniënbroek (CBS-wijkcode:073806)

Een statistische wijk kan bestaan uit meerdere buurten. Onderstaande tabel geeft de buurtindeling met kentallen volgens het Centraal Bureau voor de Statistiek (2008):
| CBS-buurtcode | Buurtnaam                         | Inwonertal | Opp. totaal (ha) | Opp. land (ha) | Ligging                |
| ------------- | --------------------------------- | ---------- | ---------------- | -------------- | ---------------------- |
| BU07380000    | Wijk en Aalburg                   | 5020       | 246              | 226            | Locatie in de gemeente |
| BU07380001    | Spijk                             | 760        | 284              | 257            | Locatie in de gemeente |
| BU07380009    | Verspreide huizen Wijk en Aalburg | 230        | 768              | 755            | Locatie in de gemeente |
| BU07380100    | Veen                              | 2390       | 225              | 148            | Locatie in de gemeente |
| BU07380109    | Verspreide huizen Veen            | 60         | 316              | 314            | Locatie in de gemeente |
| BU07380200    | Genderen                          | 1560       | 153              | 153            | Locatie in de gemeente |
| BU07380209    | Verspreide huizen Genderen        | 80         | 518              | 494            | Locatie in de gemeente |
| BU07380300    | Eethen                            | 680        | 38               | 38             | Locatie in de gemeente |
| BU07380309    | Verspreide huizen Eethen          | 60         | 746              | 730            | Locatie in de gemeente |
| BU07380400    | Meeuwen                           | 640        | 50               | 50             | Locatie in de gemeente |
| BU07380409    | Verspreide huizen Meeuwen         | 70         | 549              | 528            | Locatie in de gemeente |
| BU07380500    | Drongelen                         | 250        | 35               | 31             | Locatie in de gemeente |
| BU07380509    | Verspreide huizen Drongelen       | 160        | 568              | 506            | Locatie in de gemeente |
| BU07380600    | Babyloniënbroek                   | 320        | 133              | 131            | Locatie in de gemeente |
| BU07380609    | Verspreide huizen Babyloniënbroek | 90         | 682              | 678            | Locatie in de gemeente |